# Youcef Oulefki
 (avril 2017).
Si vous disposez d'ouvrages ou d'articles de référence ou si vous connaissez des sites web de qualité traitant du thème abordé ici, merci de compléter l'article en donnant les références utiles à sa vérifiabilité et en les liant à la section « Notes et références ».
Si Youcef Oulefki, né vers 1854 dans le village de Taourirt Amrane, dans la commune d’Aïn El Hammam (Grande Kabylie, dans les montagnes du Djurdjura) et mort en 1956, est un poète kabyle. 

## Biographie
On trouve souvent le nom de  Youcef Oulefki associé à celui de Si Mohand Ou Mhand, dont il fut un compagnon et un ami fidèle. 
En 1895, les autorités militaires françaises réquisitionnent des ânes et des mulets pour convoyer du materiel militaire à Madagascar, dont l’âne de Youcef Oulefki. Il utilisera la confiscation de sa monture comme prétexte pour vilipender, à travers ses poèmes, la France coloniale .
Dans les années 1940, l’écrivain Malek Ouary, journaliste responsable des émissions en langues arabe et kabyle (ELAK) à Radio Alger , lui consacre une série d’émissions en langue kabyle.

## Œuvres
Il faut actuellement recourir à la tradition orale pour connaître les poèmes de Youcef Oulefki, qui n'ont pas été édités.
Un de ses poèmes
Thimes seg genni id thekka thlehheb di lqaa, issenger di ccedhis.
Poème des années 1940 :
Lmitray la d tettneyyir
Lmitray la d tettneyyir am lehwa  gevrir, rasas là y zeher am adu. Ussan d akw itrarangiyen, fet manya i rekven maalum icheveh useddru. Sug  asmi id inulfa lmir, inezhas wukmir issumagh bhal azrem. Si  Lhif nughal gher  deffir, mi necca naama an nendem. Tkhilek  a lministre de la guerre, rrragh  akw del militer, tekfa dderya n sidna adem. Si lPris armi d Bordeaux, i la di thuddu  ittid lbrudj ghef lssas. S lkaghedh is d rrbaa  duru, del karedh amerku… d isghi id isewren fellas. Tebbdhed nuva s ighwyal ur neseaa lmithal, yeghreq lbabur yessen. Uffan lebher yenhewwal, ulach din letkwal, aour ighab sser nsen.
Recueilli par C Ait Mohand.

## Référence
1. 1 2  Mohamed Arezki Himeur, « Youcef Oulefki, ânes de Kabylie réquisitionnés pour Madagascar », sur YouTube, 30 juin 2021 (consulté le 27 janvier 2022).
2. ↑  tipaza.typepad.fr